# El Tejado
|  | Per a altres significats, vegeu «Tejado». |

El Tejado és un municipi a la província de Salamanca (comunitat autònoma de Castella i Lleó. S'integra dins la comarca de Guijuelo i la subcomarca de l'Alt Tormes. Pertany al partit judicial de Béjar.

## Història
Inicialment, El Tejado va estar lligat en la seva reconquesta en el segle xii a la Comunitat de Vila i Terra d'Àvila, a la qual va pertànyer fins a principis del segle xvii dins de la Terra de Pont del Congosto. En 1539, la localitat, pertanyent fins llavors a l'Ordre de Calatrava, va ser transferida al costat de la resta de llogarets i llocs de Pont del Congosto als territoris dels ducs d'Alba. Aquest fet va comportar al seu torn la integració d'El Tejado al Regne de Lleó, encara que va continuar mantenint a l'eclesiàstic la seva dependència de la Diòcesi d'Àvila. El 1833, la divisió territorial de Javier de Burgos va enquadrar El Tejado a la   a la província de Salamanca i la Regió Lleonesa.
Salustiano Sánchez Blázquez, l'home viu de més edat del món entre el 12 de juny de 2013 i el 13 de setembre del mateix any, va néixer a El Tejado el 8 de juny de 1901.

## Nuclis de població
El municipi es divideix en tres nuclis de població, que posseïen la següent població el 2019 segons l'INE.
| Nucli de Població | Població |
| ----------------- | -------- |
| La Magdalena      | 55       |
| El Tejado         | 25       |
| La Casilla        | 16       |